# Michel Roth
Pour les articles homonymes, voir Roth.
 (septembre 2022).
Si vous disposez d'ouvrages ou d'articles de référence ou si vous connaissez des sites web de qualité traitant du thème abordé ici, merci de compléter l'article en donnant les références utiles à sa vérifiabilité et en les liant à la section « Notes et références ».
Michel Roth, né le 7 novembre 1959 à Sarreguemines (Moselle), est un chef cuisinier français. Il est Meilleur ouvrier de France.

## Biographie
Apprenti à l’Auberge de la Charrue d’Or à Sarreguemines, il enchaîne les postes à l’Auberge de l’Ill à Illhausern, au Crocodile à Strasbourg (deux tables étoilées d'Alsace) et chez Ledoyen à Paris.
En 1981, il entre comme premier commis à l'hôtel Ritz, place Vendôme à Paris. En 1992, il y devient chef de cuisine du restaurant l’Espadon. Le 10 juin 1999, il quitte l’Espadon pour le restaurant Lasserre. En septembre 2001, l'hôtel Ritz le rappelle. Il accepte. En mars 2009, le restaurant l'Espadon et Michel Roth sont récompensés d'une deuxième étoile au guide Michelin. Il sera le Directeur des cuisines jusqu'à la fermeture le 1er août 2012 pour rénovation complète. Il profite de cette fermeture pour ouvrir sa société de conseil en gastronomie et prend, en septembre 2012, un poste de chef exécutif et conseiller culinaire à l'hôtel Président Wilson à Genève. En novembre 2013, il obtient une étoile Michelin pour le restaurant Bayview et 17/20 au Gault et Millau.
Il apparaît en premier rôle dans le documentaire Le Festin de Noël, diffusé à la télévision sur France 3 le 8 décembre 2010.
Il participe à l'émission Masterchef 2011, diffusée sur TF1, en proposant une épreuve de dressage de 3 plats en 30 minutes. Les plats qu'il a proposés aux 3 candidats dans cette épreuve étaient issus de la cuisine quotidienne du restaurant Ritz-Espadon : une entrée (du crabe), un plat (du homard) et un dessert à base de poire.
En décembre 2013, il coprésente l'émission Repas de fête diffusée sur Arte avec Caroline Mignot. Une deuxième saison est d'ailleurs en préparation pour une diffusion fin 2014.
Depuis 2009, Michel Roth préside le concours Les Chefs en Or.[réf. nécessaire]
Il est le parrain de l'association Croq'l'Espoir depuis 2014 et a présidé la quatrième édition du dîner gastronomique caritatif de l'association le samedi 1er février 2014 : l'Éphémère. Ce projet est notamment réalisé en partenariat avec les écoles hôtelières Ferrandi, EPMT et Guillaume Tirel.
Il est partenaire d'Air France et participe à l'élaboration des cartes Business et Première classe.[réf. nécessaire]
En 2015, il intègre la maison Lenôtre au poste de directeur du savoir-faire.[réf. nécessaire]
En 2016, le Bayview est promu restaurateur romand de l'année et obtient 18/20 au guide Gault et Millau.[réf. nécessaire]. Il
Participe à Top Chef pour juger les participants au quart de la finale.

## Titres
- 1977 : 1er prix Médaille d'or Exposition Eurogast Sarrebruck (Allemagne)
- 1977 : Finaliste du meilleur Apprenti Ouvrier de France
- 1977 : Premier au cap de la Moselle
- 1978 : Grand prix spécial Exposition Gastrolor à Metz
- 1980 : Cinquantenaire des Expositions françaises à Paris
- 1980 : 1er prix des moins de 25 ans, plats chauds
- 1980 : Médaille Antonin Carême
- 1985 : 1er prix Taittinger
- 1986 : 1er prix Auguste Escoffier
- 1991 : Bocuse d’or
- 1991 : Meilleur ouvrier de France

## Distinctions
En 1991, Michel Roth reçoit le Bocuse d'or et le titre de meilleur ouvrier de France, en 1997 la médaille de la Ville de Paris puis en 2014 la médaille des cuisiniers de la République française. 
En 2000, il est promu au grade d'officier de l'ordre du Mérite agricole puis le 30 avril 2002, au grade de chevalier dans l'ordre national du Mérite au titre de « meilleur ouvrier de France en cuisine et restauration ; 27 ans d'activités professionnelles ».
Il est nommé au grade de chevalier dans l'ordre national de la Légion d'honneur le 13 juillet 2006 au titre de « cuisinier, meilleur ouvrier de France ; 29 ans d'activités professionnelles ».
En mai 2007, il est fait chevalier de l'ordre des Palmes académiques.